# Institut Curie

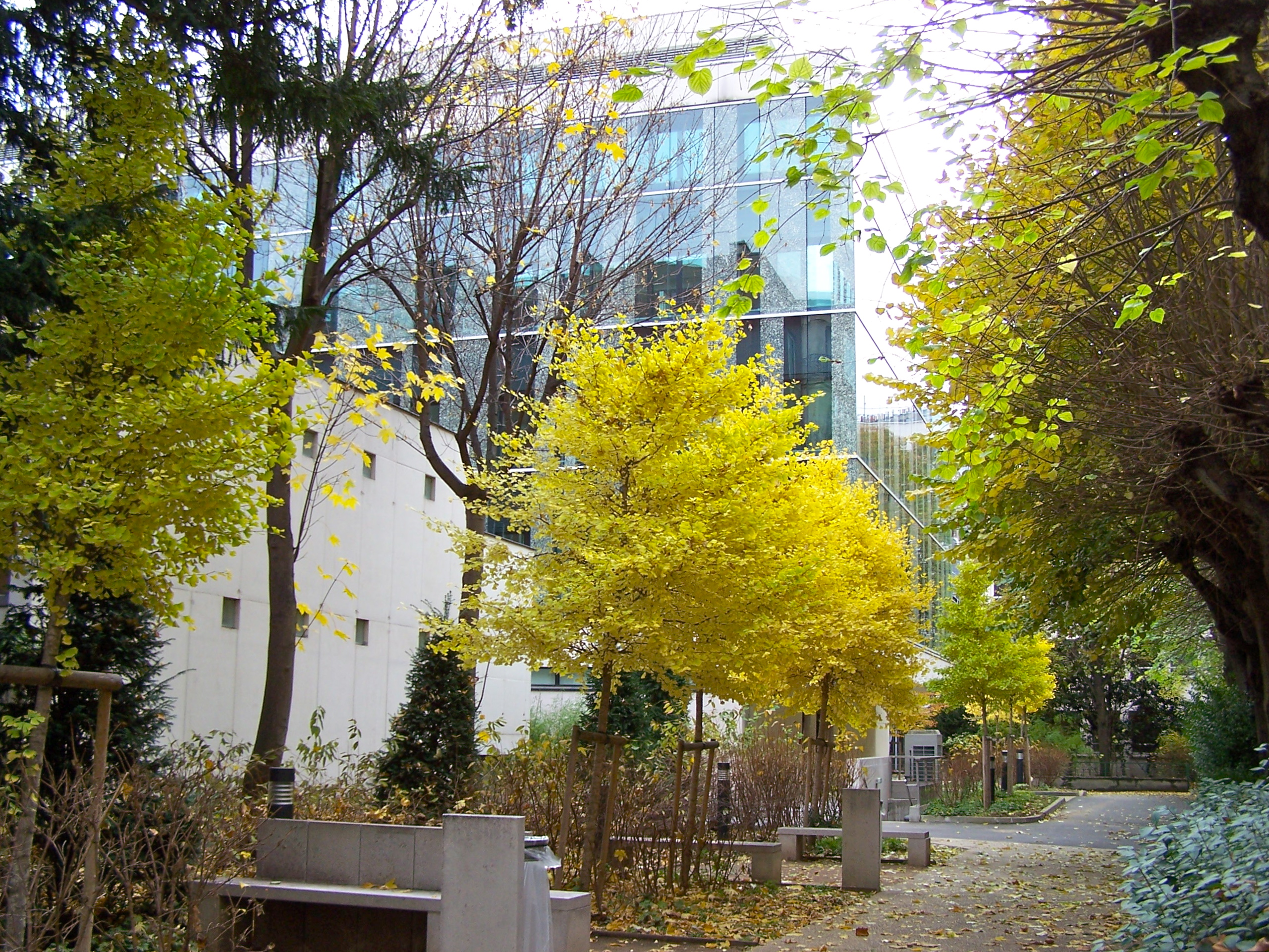
Institut Curie

Institut Curie, Curieinstitutet, är en stiftelse som har erkänts som en offentlig nytta sedan 1921. Dess ambition, sedan dess skapandet av Marie Curie, har varit centrerad kring tre uppdrag: forskning, vård, bevarande och överföring av kunskap.
Alla aktiviteter som utförs av Institut Curie som gör det möjligt att fullfölja sina uppdrag utförs inom ramen för tre enheter: ett modernt sjukhuskomplex inom cancerologi fördelat på tre platser (Paris, Orsay och Saint-Cloud), ett centrum Internationellt känt forskningscenter där forskare arbetar i 88 forskarlag och huvudkontoret för stiftelsen.
Institut Curie samlar 3 566 forskare, läkare, vårdgivare, tekniker och administratörer.